# Amblypsilopus kraussi
Amblypsilopus kraussi är en tvåvingeart som beskrevs av Grichanov 1998. Amblypsilopus kraussi ingår i släktet Amblypsilopus och familjen styltflugor. Inga underarter finns listade i Catalogue of Life.